# Pavol Dobšinský

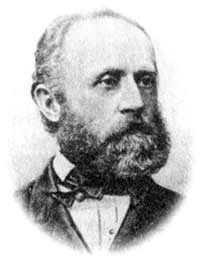
Pavol Dobšinský

Pavol Dobšinský (* 15. März 1828 in Slavošovce, Kaisertum Österreich, heute Slowakei; † 22. Oktober 1885 in Drienčany, Österreich-Ungarn, heute Slowakei) war ein slowakischer evangelischer Pfarrer, Dichter, Sammler slowakischer mündlicher Überlieferungen und Schriftsteller der Štúr-Generation.

## Leben
Pavol Dobšinský wurde in der Familie eines evangelischen Pfarrers geboren und studierte an den Gymnasien von Rosenau und Miskolc. Danach besuchte er ab 1840 ein evangelisches Lyzeum in Leutschau, das er 1850 erfolgreich abschloss. Er war in den Jahren 1858–1861 Professor der slowakischen Sprache und Literatur in Schemnitz, bevor er endgültig seit 1861 bis zu seinem Tode als Pfarrer in Drienčany tätig war.
Dobšinský ist am meisten für seine Rolle in der Sammlung und Herausgabe slowakischer mündlicher Tradition bekannt. Er war jedoch auch ein Dichter, Übersetzer romantischer Dichter (Lord Byron und Mickiewicz) sowie der Klassiker der Weltliteratur (Shakespeare, Rousseau) und literarischer Kritiker.

## Werke
- 1858 / 1861 – Slovenské povesti. Rožňava – Banská Štiavnica („Slowakische Märchen. Rosenau – Schemnitz“)
- 1874 – Sborník slovenských národných piesní, povestí, prísloví, porekadiel, hádok, hier, obyčajov a povier („Sammelbuch der slowakischen Volkslieder, Märchen, Denksprüche, Sprichwörter, Rätsel, Spiele, Sitten und Aberglauben“)
- 1880 – Prostonárodnie obyčaje, povery a hry slovenské („Slowakische Volkssitten, Aberglauben und Spiele“)
- 1880 / 1883 – Prostonárodnie slovenské povesti [acht Teile] („Slowakische Volksmärchen“)

## Würdigung

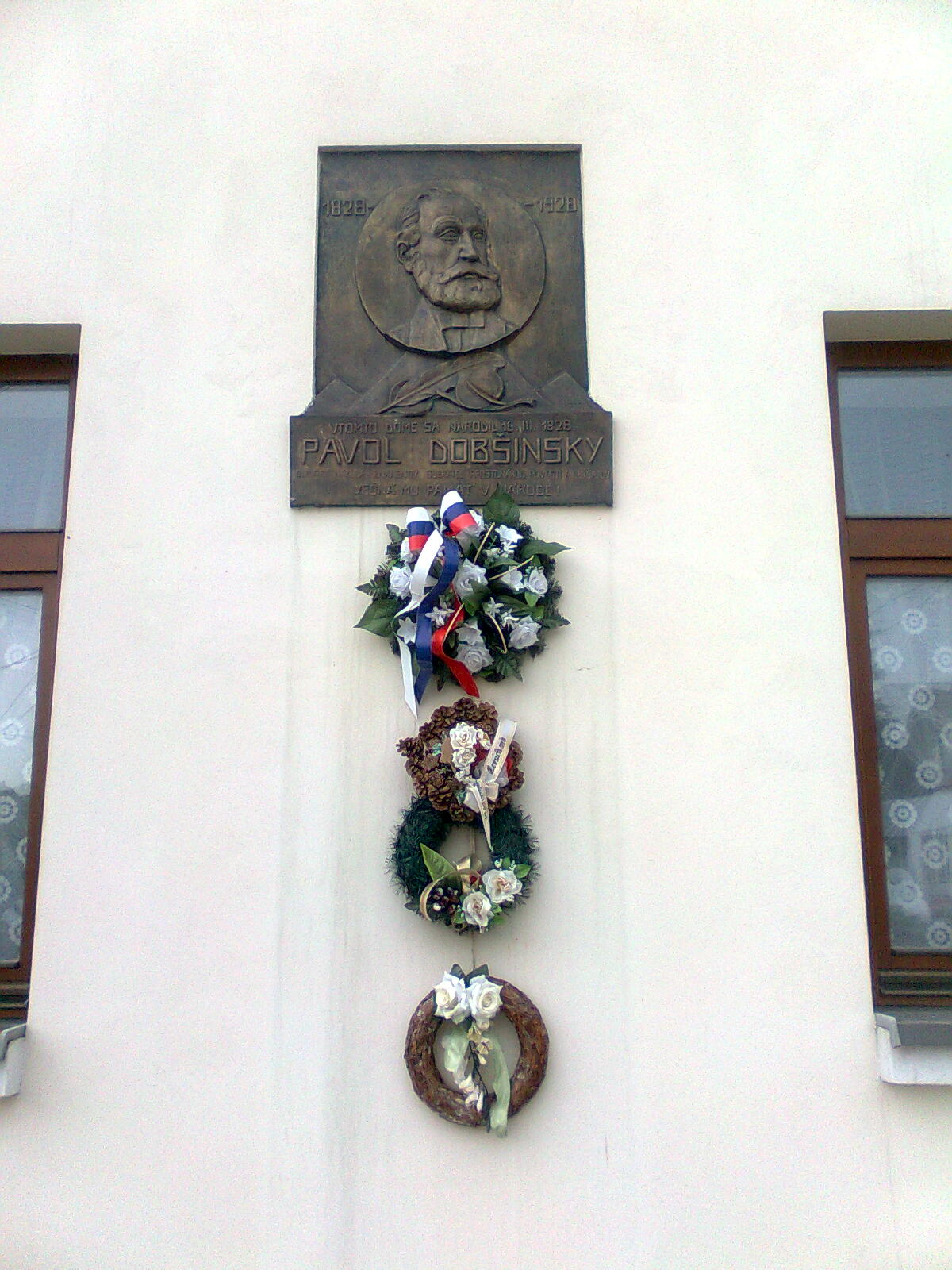
Gedenktafel an seinem Geburtshaus

In Slavošovce befinden sich bei seinem Geburtshaus, das unter Denkmalschutz steht, eine Gedenktafel sowie ein Denkmal.